# Uperoleia mjobergii
Uperoleia mjobergii är en groddjursart som först beskrevs av Andersson 1913.  Uperoleia mjobergii ingår i släktet Uperoleia och familjen Myobatrachidae. IUCN kategoriserar arten globalt som livskraftig. Inga underarter finns listade i Catalogue of Life. Arten är uppkallad efter zoologen Eric Mjöberg och går på engelska under benämningen "Mjoberg's Toadlet" (ungefär "Mjöbergs lillgroda"). 
Arten förekommer bara i Australien. Dess naturliga miljö är torrt  subtropiskt eller tropiskt busklandskap samt subtropiskt och tropiskt torrt och lågt beläget gräslandskap.